# صموئيل هولدن بارسونز
صموئيل هولدن بارسونز (بالإنجليزية: Samuel Holden Parsons)‏ هو قاضي وضابط أمريكي، ولد في 14 مايو 1737 في لايم في الولايات المتحدة، وتوفي في 17 نوفمبر 1789 في Beaver River (Pennsylvania) ‏ في الولايات المتحدة بسبب غرق.